# خاصلو
خاصلو هي قرية في مقاطعة أذر شهر، إيران. عدد سكان هذه القرية هو 975 في سنة 2006.